# タフガイ
タフガイ（Tough Guy）とは、精神・肉体ともに頑丈（タフ）な男性（ガイ）のこと。
主にアクション映画で活躍する俳優の代名詞として使用されることが多い。
タフガイの愛称で呼ばれた俳優
- 石原裕次郎
- ジェームズ・コバーン
- リー・マーヴィン
- スティーブ・マックイーン
- チャールズ・ブロンソン
- ロバート・ミッチャム
- バート・ランカスター
- ブラッド・デクスター
- ロック・ハドソン
- コーネル・ワイルド
- アルド・レイ

その他
- タフガイ (映画) - 1986年のアメリカ合衆国の映画。
- タフガイ - お笑いコンビ・ツンツクツン万博のメンバー。旧芸名：ガイ。
- ビリー・アイリッシュのバッド・ガイの歌詞の中に表記される。